# Cadillac Deville (1985—1993)
Cadillac Deville или Cadillac de Ville (рус. Кадилла́к Деви́ль) — полноразмерные легковые автомобили американской фирмы Cadillac, отделения корпорации General Motors выпускавшиеся в 1949—2005 годах. В иерархии Cadillac занимали промежуточное положение между автомобилями начального уровня: 62-й серии, Calais, Seville, и автомобилями высшего класса: 75-й серии, Eldorado. В описываемый период выпускались две модели: купе Cadillac Coupe Deville и седан Cadillac Sedan Deville, переведённые на передний привод.
В конце 1983 года корпорация General Motors открыла в городе Орион штата Мичиган завод по выпуску автомобилей на новой переднеприводной платформе — C-body (FWD). В продажу переднеприводные модели Deville поступили 5 апреля 1984 года как ранние автомобили 1985 модельного года. До конца 1984 модельного года одновременно выпускались и продавались как новые переднеприводные модели, так и автомобили с задним приводом.

## 1985—1986

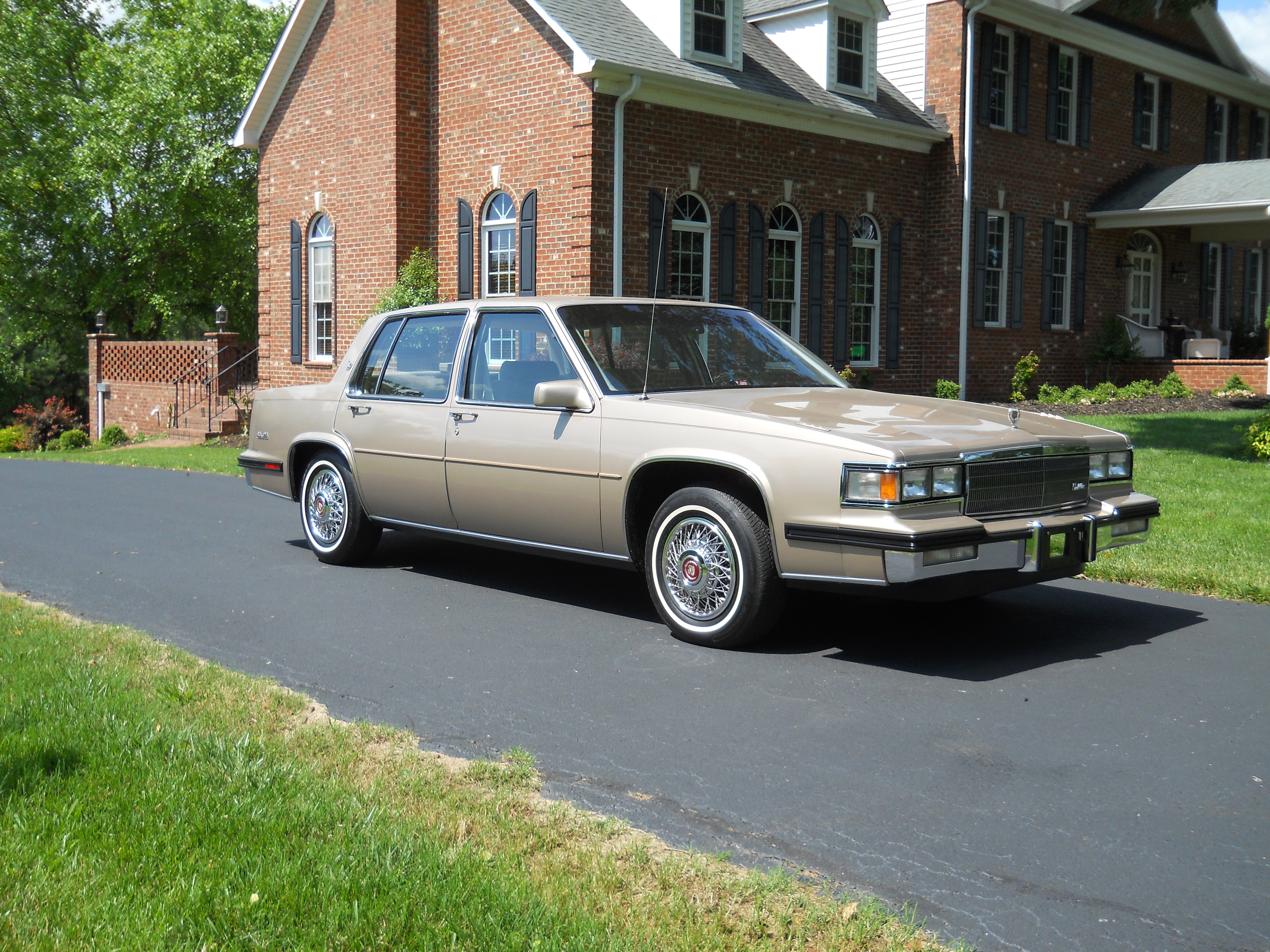
1985 Cadillac Sedan Deville с раздельными квадратными фарами

Переднеприводные модели, купе и седан имели расположенный спереди поперечно восьмицилиндровый V-образный двигатель совмещённый с автоматической гидромеханической коробкой передач. Такое размещение силового агрегата позволило существенно сократить занимаемое им место и увеличить пространство салона, особенно в зоне ног передних пассажиров. Так что, несмотря на то, что автомобили стали меньше и перешли на более короткую колёсную базу, размеры салона не сократились. Это были единственные в мире автомобили на тот момент, имевшие такой тип силового привода.
Модели Fleetwood, купе и седан, в этот период были просто люксовыми версиями автомобилей Deville, а особо роскошные модели продавались под названием Fleetwood d’Elegance.
Впервые автомобили серии не имели отдельной рамы: спереди и сзади в несущий кузов были интегрированы усилители, к которым крепились рычаги подвески и опоры силового агрегата. Кузов имел лучшую защиту от коррозии за всю историю фирмы. Наиболее проблемные его части, такие как передок, днище, наружные панели дверей изготавливались из металла со специальным покрытием. Затем, весь кузов полностью погружался в ванну с фосфатом цинка, потом тщательно промывался и на него в электростатическом поле наносился первый слой краски. Окончательная окраска в несколько слоёв производилась роботами, а в более чем сотню особых зон наносилось дополнительное антикоррозионное покрытие.

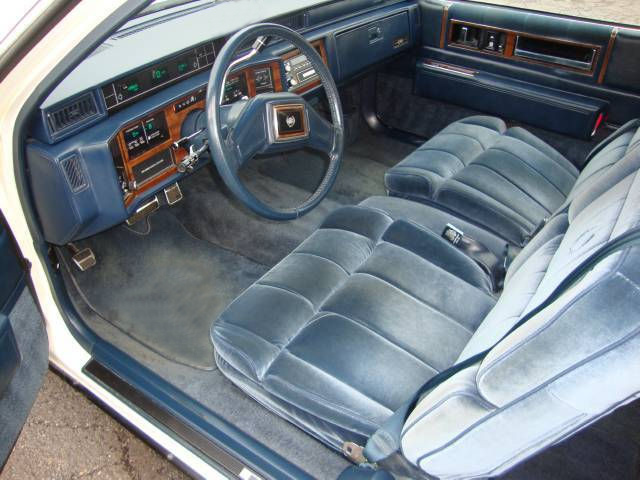
1986 Cadillac Coupe Deville с цифровой панелью приборов

Полностью новый интерьер и лучше организованная передняя панель обеспечивали большее удобство управления и создавали ощущение простора, в частности за счёт больших стёкол. А чтобы зимой окна не замерзали, имелась специальная система подачи тёплого воздуха на боковые стёкла. Можно было заказать оригинальную электронную цифровую вакуумно-флуоресцентную панель приборов, которая добавляла роскоши в салон.
Теперь поднимать и опускать стёкла с электроприводом, а также управлять дистанционным открытием лючка бензобака, можно было в течение десяти минут, после выключения зажигания или пока не откроются двери. Это стало возможным благодаря электронному цифровому блоку управления системами кузова, который также управлял новой системой климат-контроля, одной из самых совершенных в отрасли. Помимо управления, цифровой модуль контролировал давление хладагента в системе и защищал компрессор кондиционера от перегрузок. Этот же электронный блок обеспечивал работу таких традиционных систем как настройка положения сидений с памятью и автоматическое выключение фар. По заказу в салоне можно было установить зеркало заднего вида, автоматически переходящее в неяркое положение при ослепляющем свете сзади. Также, можно было заказать отделку задней части крыши, боковых и задних окон купе винилом с стиле Cabriolet, прозрачный люк в крыше, колёса со спицами.
4,1-литровый восьмицилиндровый V-образный бензиновый двигатель мощностью 125 л. с. имел алюминиевый блок цилиндров со съёмными чугунными гильзами и чугунные головки блока. Размещённый в развале блока нижний распредвал с помощью цепного привода получал вращение от коленчатого вала. Расположенные в головках клапаны (OHV), по два на цилиндр, приводились в движение с помощью коромысел и толкателей, снабжённых гидрокомпенсаторами зазора. Питание двигателя осуществлялось системой центрального впрыска топлива с цифровым электронным управлением. Двигатель агрегатировался с четырёхступенчатой гидромеханической автоматической коробкой передач с повышающей последней передачей. Только в 1985 модельном году предлагался дизельный 4,3-литровый V-образный шестицилиндровый двигатель мощностью всего 85 л. с.
На автомобилях были установлены полностью независимые передняя пружинная подвеска типа Макферсон и задняя пружинная подвеска на поперечных рычагах. Стабилизаторы поперечной устойчивости имелись как спереди, так и сзади. Задняя подвеска стандартно оборудовалась системой поддержания на постоянной высоте уровня пола с электронным управлением. Использовалось реечное рулевое управление с гидроусилителем. Двухконтурная гидравлическая тормозная система с усилителем имела тормоза с вентилируемыми дисками спереди и барабанные тормоза сзади.

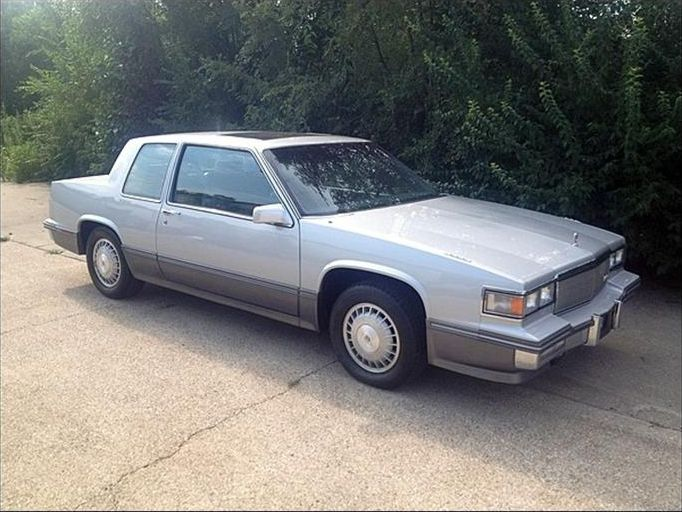
1986 Cadillac Deville Touring Coupe с серой отделкой нижней части кузова и спойлером с противотуманными фарами под передним бампером

Для любителей не только комфортабельной, но и быстрой езды в 1986 модельном году были выпущены Touring версии всех моделей. Более жёсткие пружины и стабилизаторы поперечной устойчивости передней и задней подвесок, «короткое», с уменьшенным передаточным отношением рулевое управление, форсированный до 130 л. с. двигатель придавали автомобилям улучшенные ездовые свойства. Внешне модели отличались большим спойлером с противотуманными фарами под передним бампером и небольшим — на кромке крышки багажника, широкими серыми молдингами по низу кузова, литыми 15-дюймовыми колёсами. В серого цвета кожаный салон, с отделанными такой же кожей рулём и рычагом переключения передач, можно было установить специальную аудиосистему с кассетным плейером и графическим эквалайзером и сотовый телефон. Помимо всего этого, по заказу на автомобили устанавливалась антиблокировочная система тормозов.
Всего в 1985 модельном году было изготовлено 151 763 автомобиля, как новых, с передним приводом, так и с приводом на заднюю ось, которые выпускались до конца года. В 1986 модельном году было сделано 166 207 только переднеприводных автомобилей→.

## 1987—1988

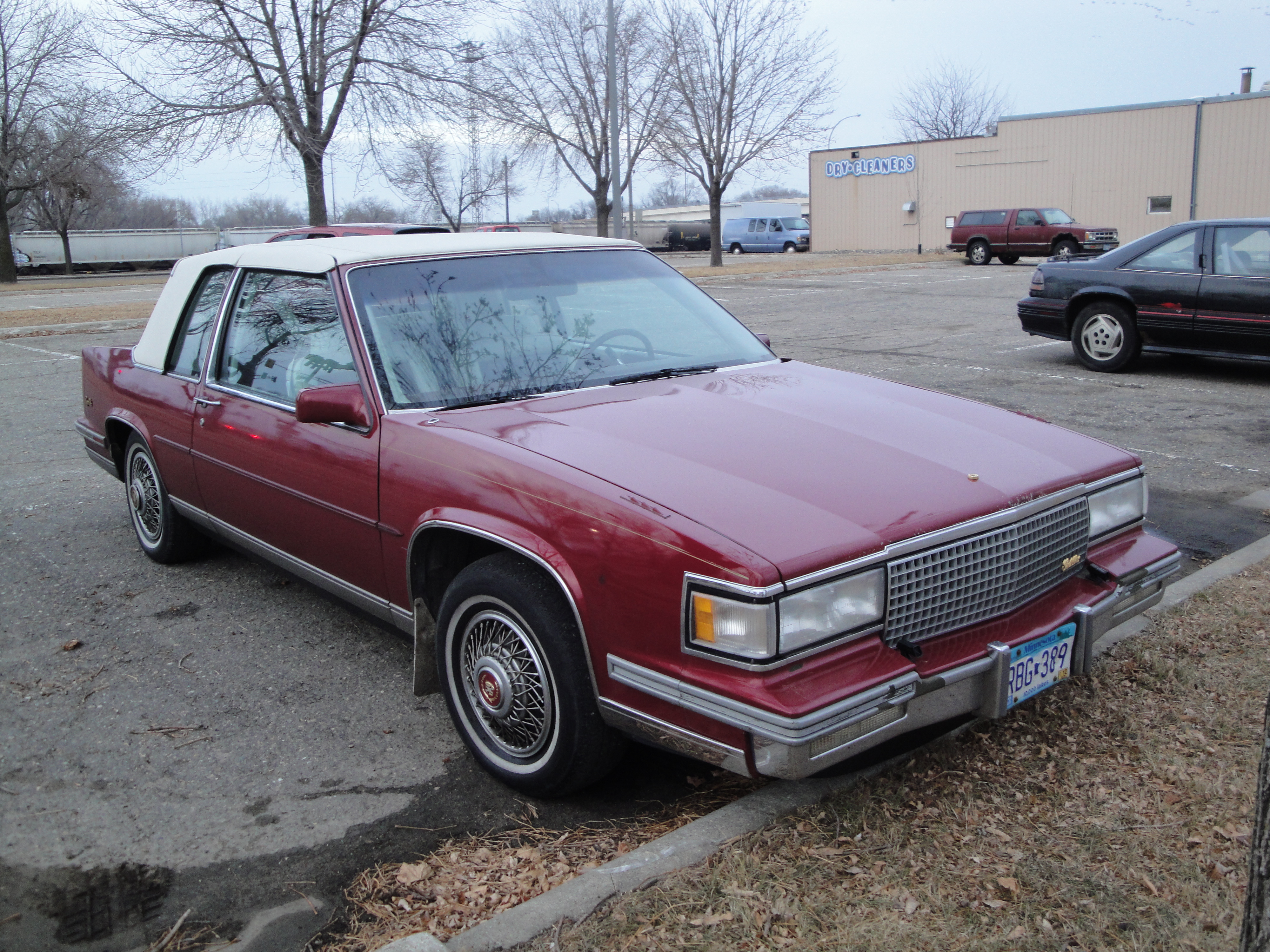
1988 Cadillac Coupe Deville с полностью закрытой декоративной тканью крышей (full cabriolet roof), блок-фарами и хромированной кромкой капота

В 1987 модельном году внешность автомобилей была немного изменена. Спереди появилась новая решётка радиатора, хромированный молдинг по кромке капота и новые блок-фары. Новый задний бампер и новые задние фонари немного увеличили длину автомобилей, появились двойные красные отражатели на задней панели. Можно было заказать автомобиль с двухцветной окраской кузова или с отделкой задней части крыши, заднего стекла и окошек в задних стойках искусственной кожей (formal cabriolet roof). С 1988 модельного года только купе мог иметь отделку всей крыши тканью (full cabriolet roof), имитирующей открытый автомобиль, кабриолет.
Помимо люксовых версий Fleetwood и Fleetwood d’Elegance, ограниченным тиражом выпускалась модель Fleetwood Sixty Special с удлинённой до 2942 миллиметров (115,8 дюймов) колёсной базой.
На все автомобили стали давать ограниченную гарантию на 5 лет эксплуатации или 50 тысяч миль (80 тыс. км) пробега, включая гарантию от сквозной коррозии кузова. С 1988 модельного года гарантия была увеличена до 6 лет или 60 тысяч миль (96,5 тыс. км) пробега.
Электронный цифровой блок управления системами кузова теперь позволял, также управлять радиоприёмником и стеклоочистителями в течение десяти минут, после выключения зажигания или, пока не откроются двери. По заказу, прямо на заводе автомобиль мог комплектоваться особой аудиосистемой с кассетным плеером, оснащённым системой шумоподавления Dolby, четырьмя отдельными усилителями и специально настроенной акустикой Bose. А начиная с 1988 модельного года дилеры, по заказу стали устанавливать шестидисковый проигрыватель компакт-дисков, подключаемый к стандартной аудиосистеме.

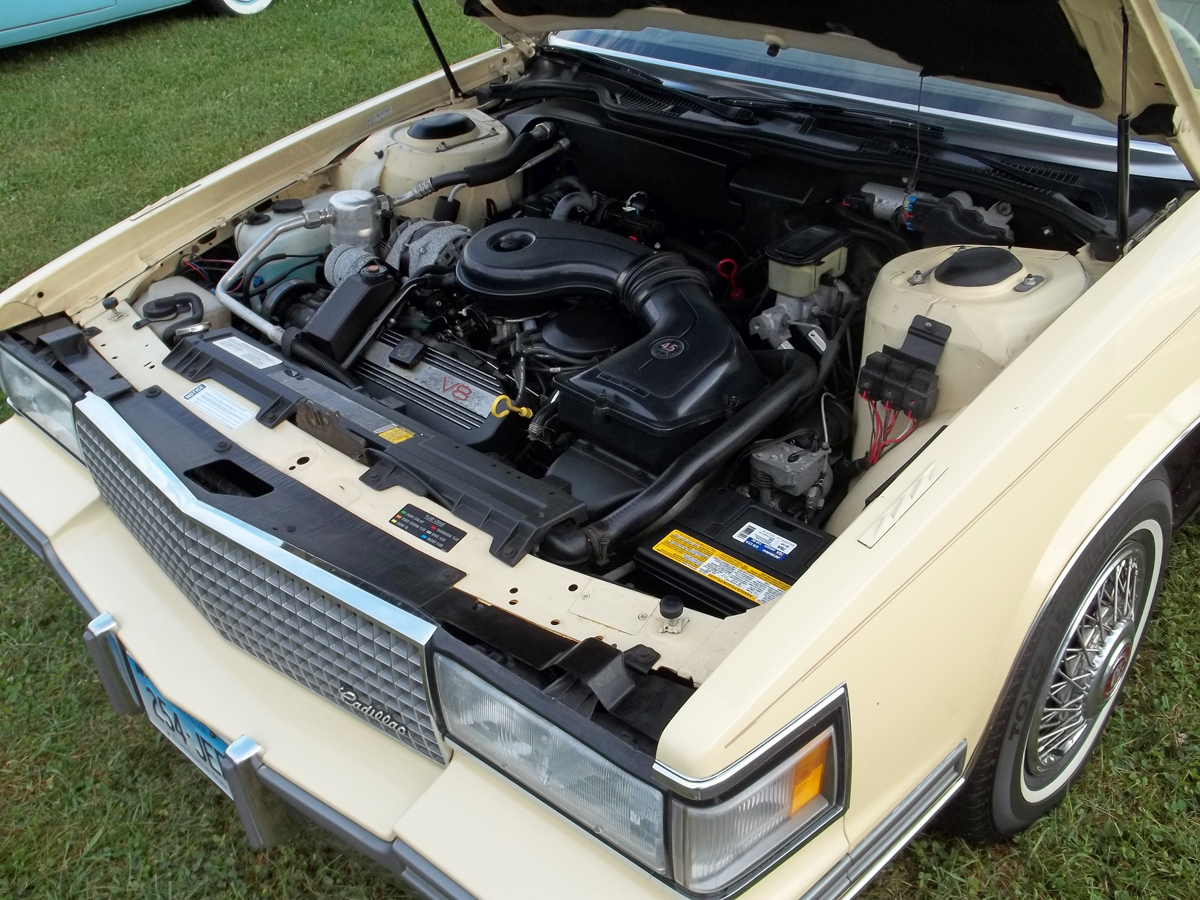
1988 Cadillac Sedan Deville с 4,5-литровым мотором, хорошо видны сдвоенные блок-фары

C 1988 модельного года автомобили стали оборудоваться двигателем увеличенного до 4,5 литров, за счёт большего диаметра цилиндров, рабочего объёма мощностью 155 л. с. В двигателе использовались поршни и поршневые пальцы с пониженным трением, а коромысла привода клапанов качались на игольчатых подшипниках. Он комплектовался воздушным фильтром и каталитическим нейтрализатором с уменьшенным сопротивлением, имел большей пропускной способности впускной коллектор и двойной настроенный выхлопной коллектор. Впервые используемые гидроопоры двигателя позволили существенно снизить передачу вибрации на кузов..
В передней подвеске появились стойки с изменённой клапанной системой и новое крепление рычагов, также было изменено крепление рычагов задней подвески к кузову. Эти изменения сделали езду автомобилей более тихой и плавной. Для уменьшения хода педали тормоза, на модели стали устанавливать изменённые задние барабанные тормоза и новый главный тормозной цилиндр. Спортивная подвеска от Touring версии стала доступна по заказу и для обычных автомобилей, антиблокировочная система тормозов также превратилась в опцию для всех моделей.
Всего 1987 модельном году было изготовлено 162 798 автомобилей, в 1988 модельном году было изготовлено 152 513 автомобилей, 26 420 купе и 126 093 седана→.

## 1989—1993

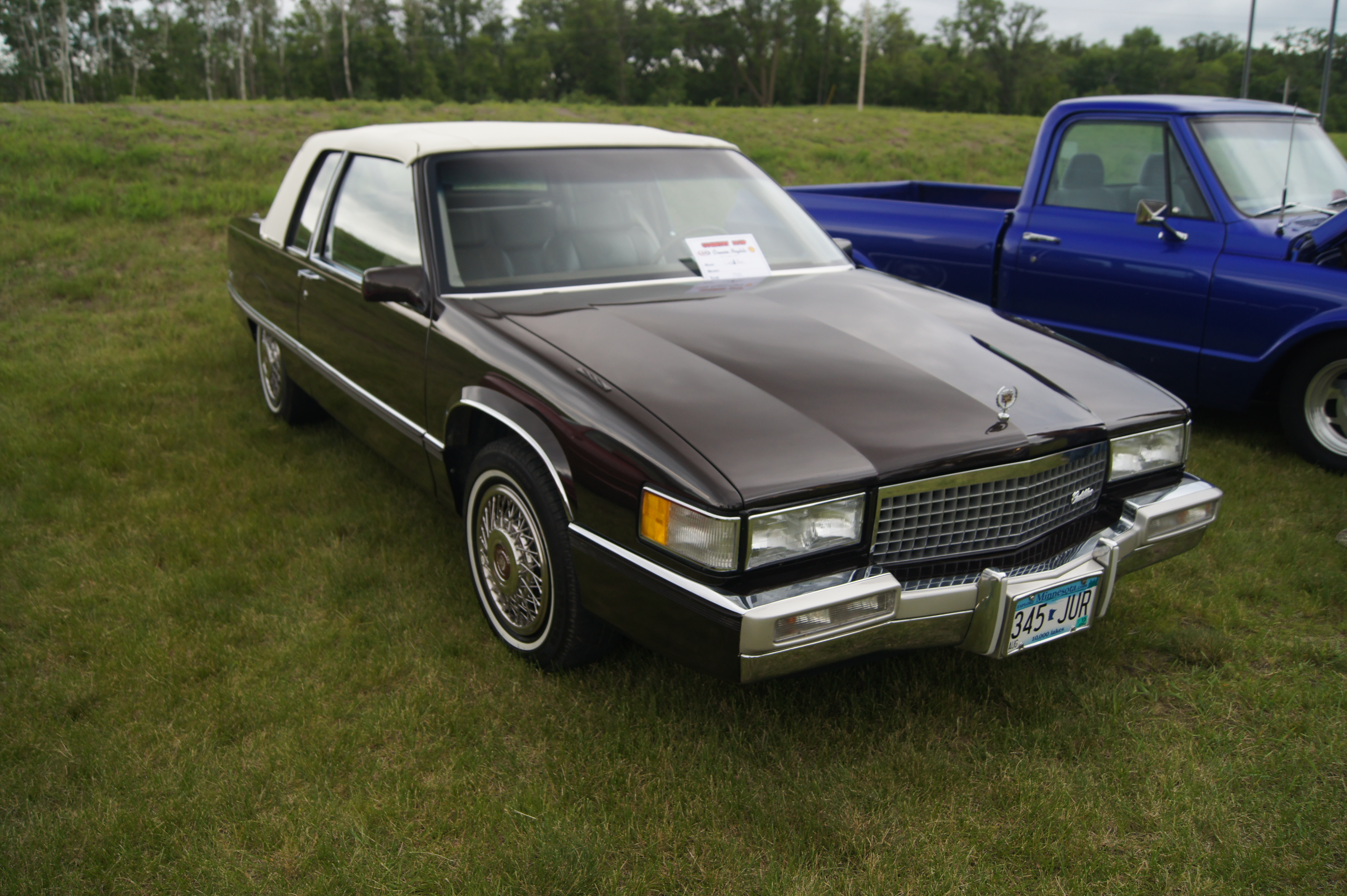
1989 Cadillac Coupe Deville с отделкой всей крыши тканью «под кабриолет»

Все автомобили серии стали больше, а четырёхдверные модели были переведены на увеличенную до 2890 миллиметров (113,8 дюймов) колёсную базу, так как покупатели стали предпочитать большие седаны. Внешне изменённые автомобили отличались новыми передним и задним бамперами, новым капотом и более широкой решёткой радиатора, которая была изменена в 1991 модельном году: стала выше и закрыла собой кромку капота. Также, в 1991 году был усилен кузов, для выполнения вводимых норм по сопротивлению удару и вновь появилась спортивная версия модели, но теперь только для седана — Touring Sedan. В 1993 модельном году ещё раз была изменена облицовка радиатора, с неё исчезли промежуточные элементы внутри ячеек, они стали выглядеть крупнее. Также, с этого года перестали выпускать серию Fleetwood, более комфортабельная версия седана Deville теперь называлась Sixty Special Sedan.

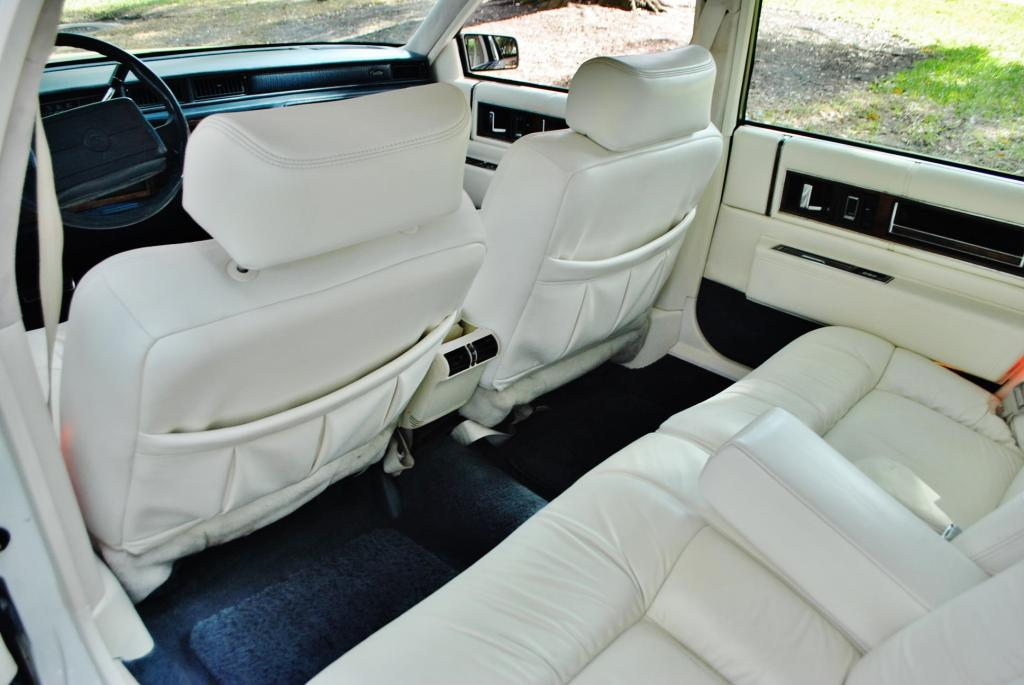
1993 Cadillac Sedan Deville, хорошо виден руль со встроенной подушкой безопасности и система подачи воздуха назад между передними сидениями

Специальные атермальные стёкла автомобилей поглощали до 57 % тепла солнечных лучей, а особый датчик интенсивности излучения и высоты солнца над горизонтом помогал системе климат-контроля выбирать правильный режим работы. Между передними сидениями были установлены специальные дефлекторы системы вентиляции, подающие воздух в заднюю часть салона, направление и интенсивность подачи которого можно было менять.
Так как подушку безопасности водителя стали стандартно устанавливать на все модели, рулевая колонка теперь не имела регулировки по вылету, только по углу наклона. На всех моделях появились новые улучшенные стеклоочистители, а люк в крыше теперь открывался простым касанием кнопки, повторное её нажатие останавливало люк в любом положении. По заказу в салон можно было установить специальную аудиосистему с графическим эквалайзером и кассетным плейером или проигрывателем компакт-дисков. Дополнительно стали предлагать отдельные пакеты опций для холодной погоды и для обеспечения безопасности. Первый включал в себя ветровое стекло с электрообогревом и подогрев двигателя от внешней электросети, во второй входила система дистанционного открывания дверей с брелока, подсветка входа и противоугонная система.
В 1991 модельном году на все модели стали устанавливать обновлённый, увеличенного до 4,9-литров рабочего объёма двигатель мощностью 200 л. с. с центральным впрыском топлива. Вместе с ним устанавливалась новая, управляемая электроникой четырёхступенчатая автоматическая коробка передач с повышающей последней передачей 4T60-E. С 1992 модельном году в двигателе стали применять покрытые платиной свечи зажигания с интервалом замены в 100 тысяч миль (161 тыс. км).
С 1993 модельного года стала стандартной ранее устанавливаемая по заказу подвеска с электронным управлением. В ней, с помощью специальных устройств в зависимости от условий движения, автоматически меняла жёсткость на каждом колесе. При движении с невысокой скоростью характеристики подвески выставлялись в «комфортный» режим. С повышением скорости, жёсткость её увеличивалась, переходя в «нормальное» состояние. При движении с высокой скоростью, а также при резком разгоне или торможении и интенсивном маневрировании, подвеска переводилась в «жёсткий» режим. В новом рулевом управление усилие на руле также менялось в зависимости от скорости: при маневрировании на невысокой скорости оно было минимальным и возрастало с ростом скорости автомобиля. С 1991 модельного года антиблокировочная система тормозов стала стандартным оборудованием всех моделей, на все автомобили также стали устанавливать более мощные передние тормоза. Противобуксовочная система предлагалась под заказ c 1992 модельного года.
Всего 1989 модельном году было изготовлено 126 801 автомобиль, включая 122 693 седана. В 1990 модельном году было изготовлено 134 155 автомобилей, из них — 131 717 седанов. В 1991 году всего из 147 910 автомобилей было произведено 135 776 седанов. В 1992 модельном году было выпущено 142 231 автомобиль, седанов — 133 808 шт. В 1993 году всего было изготовлено 125 963 автомобиля→.

## Хронология
| Deville | 49 | 50—53 | 54—56 | 57—58 | 59—60 | 61—64 | 65—70 | 71—76 | 77—84 | 85—93 | 94—99 | 00—05 |

## Комментарии
1. 1 2 3  Модельный год[англ.], в отличие от календарного, на фирме Cadillac обычно, но не всегда, начинался в конце сентября, начале октября. Здесь везде, кроме отдельно оговоренных случаев, используются данные за модельный год.
2. ↑  Сухая масса автомобиля без технических жидкостей (охлаждающая и тормозная жидкости, моторное  и трансмиссионное масла и т.п.), немного меньше снаряженной массы.

### Руководства по эксплуатации
1. The 1993 De Ville Literature (англ.). — General Motors Corporation, 1992. — P. 406. Архивировано 26 ноября 2017 года.

### Каталоги
1. The Cadillac of Tomorrow :  [англ.]. — USA : Cadillac Motor Division, General Motors Corporation, 1984. — 37 p.
2. The 1986 Cadillac Touring Edidtions :  [англ.]. — USA : Cadillac Motor Division, General Motors Corporation, 1985. — 9 p.
3. Cadillac 1987 :  [англ.]. — USA : Cadillac Motor Division, General Motors Corporation, 1986. — 35 p.
4. Cadillac 1988 :  [англ.]. — USA : Cadillac Motor Division, General Motors Corporation, 1987. — 60 p.
5. Cadillac Aliante, Fleetwood/De Ville, Seville/Eldorado :  [англ.]. — Belgium : General Motors Corporation, 1990. — 7 p.
6. Seville, Eldorado, Aliante, Fleetwood, De Ville, Brougham :  [англ.]. — USA : Cadillac Motor Car Division, General Motors Corporation, 1991. — 59 p.

### Книги
1. John Gunnell Standard Catalog of Cadillac 1903-2004 в «Книгах Google»
2. Peter C. Sessler Ultimate American V-8 Engine Data Book в «Книгах Google»